# Giarmata, Timiș
Giarmata (în germană Jahrmarkt) este satul de reședință al comunei cu același nume din județul Timiș, Banat, România.

## Istoric
In perioada de formare a poporului român, pe teritoriul comunei populația băștinașă daco-romană a continuat să trăiasca sub forma unei obști sătesti, iar la începutul feudalismului a existat chiar un voievodat destul de puternic, consemnat in puținele izvoare narative din vremea respectivă. Astfel cu prilejul marii invazii din 1241 este amintit voievodatul de Giarmata.
Localitatea este amintită documentar în registrele papale de zeciuială, din anii 1332−1335, sub numele de Zamor, Gormat sau Garmad.
La 1407 este menționată moșia Giarmata, care este donată voievodului Nicolae, fiul lui Toma si administrată de voievodul Ioan. Dupa 1500 Giarmata devine centrul unui voievodat din cele două consemnate de documente în comitatul Timiș. In anul 1552, Giarmata ajunge sub stăpânire otomană, făcând parte din pașalâcul de la Timișoara până în anul 1716, când este înlăturată stăpânirea otomană și Giarmata a fost anexată Imperiului Habsburgic.
Un document din anul 1717 arata ca din punct de vedere adminstrativ pe teritoriul comunei existau doua localitati: Veliki Iermat cu 36 de case; Mali Iermat cu 28 de case (ambele fiind locuite de populatia romana si sarba). Incepand cu anul 1722 administratia austriaca a trecut la o colonizare sistematica cu colonisti germani consemnata intr-un raport de colonizare a ofiterului din transporturi, Johann Albrecht Craussen. In perioada 1769-1772, in comuna Giarmata locuiau 327 familii, in totalitate colonisti germani, populatia romana si sarba fiind transferata in anul 1765 la Checea si la Peterda (astăzi în Serbia). Începând cu 1778 în registrele bisericesti sunt din nou pomeniti locuitorii români la Giarmata.
La sfarsitul secolului al XVIII-lea, ca urmare a masurilor economice, dar si a sistemului de colonizare, apar diferentieri sociale. Pana la al II-lea razboi mondial intreaga populatie a comunei era formata din etnici germani. Incepand cu anul 1945 are loc o stabilire treptata a romanilor in Giarmata. Concomitent are loc plecarea etnicilor germani in Germania, ajungandu-se in situatia in care la 1 ianuarie 1995, la o populatie de 4536 (2245 barbati si 2291 femei) locuitori componenta etnica sa fie urmatoarea: romani 94,3 %; maghiari 2 %; germani 1,6 %; alte nationalitati 2,1 %. 